# Bawełna kosmata

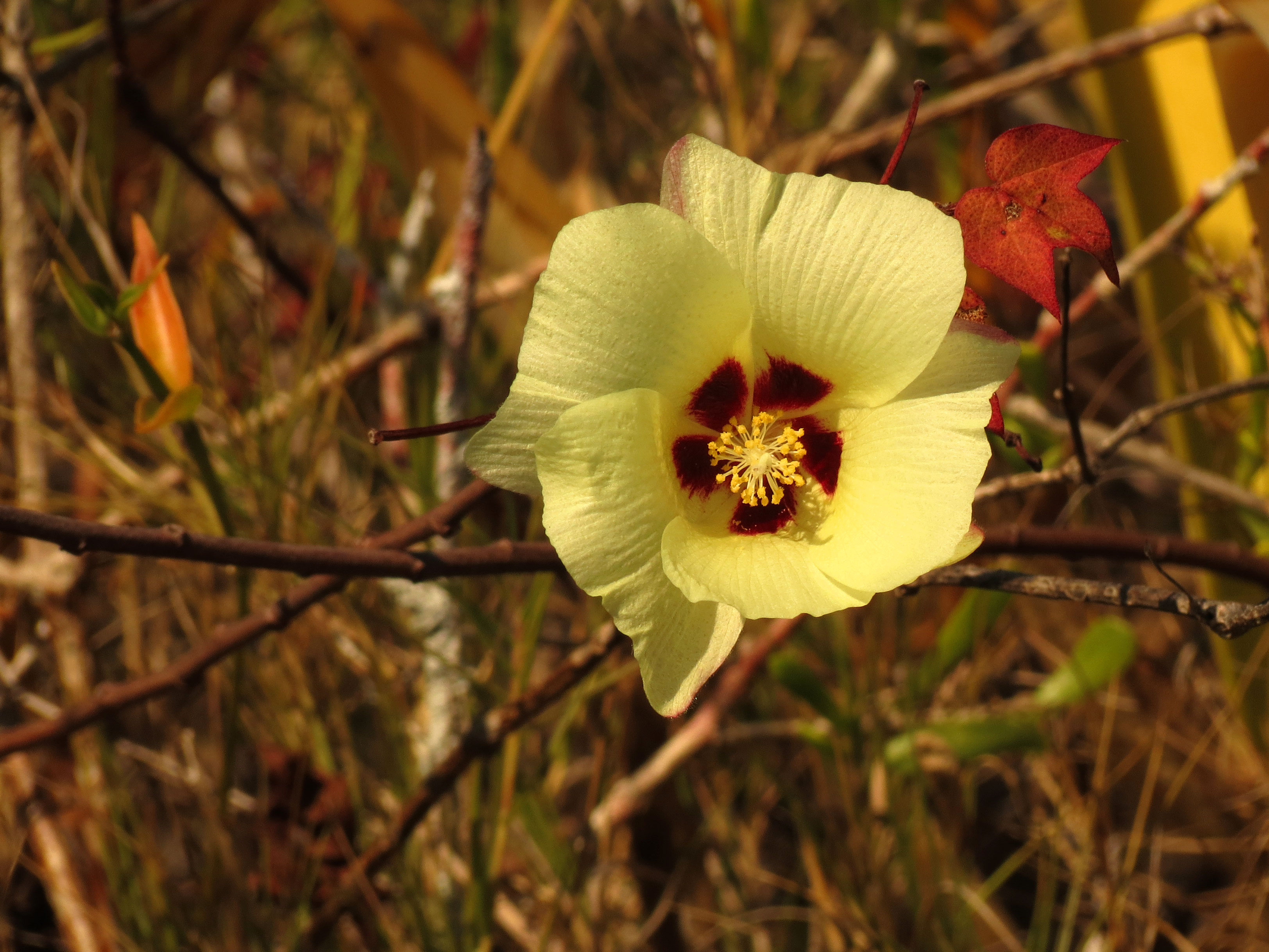
Kwiat bawełny zwyczajnej

Bawełna kosmata, bawełna zwyczajna (Gossypium hirsutum) – gatunek krzewów z rodziny ślazowatych. Pochodzi z Ameryki Środkowej, gdzie był uprawiany. W wyniku rozwoju tkactwa w XVIII i XIX wieku oraz wynalezienia maszyn przędzalniczych wzrosło zapotrzebowanie na ten surowiec i zwiększył się areał upraw tej rośliny. Do dziś bawełna kosmata jest jednym z ważnych surowców w przemyśle przędzalniczym i jest uprawiana wszędzie, gdzie pozwalają na to warunki klimatyczne.

## Nazewnictwo
Posiada wiele synonimów nazwy łacińskiej: Gossypium hirsutum subsp. latifolium (Murray) Roberty, Gossypium hirsutum var. marie-galante (G. Watt) J. B. Hutch., G. hirsutum var. punctatum (Schumach.) Roberty, G. jamaicense Macfad, G. lanceolatum Tod., G. mexicanum Tod., G. morrillii O. F. Cook & J. Hubb., G. palmeri G. Watt, G. punctatum Schumach., G. purpurascens Poir., G. religiosum L., G. schottii G. Watt, G. taitense Parl., G. tridens O. F. Cook & J. Hubb. W języku polskim prawidłowa jest nazwa bawełna kosmata będąca tłumaczeniem prawidłowej nazwy łacińskiej (G. hirsutum L.).

## Morfologia
Liście3-7 klapowe.
KwiatyBarwy kremowej.
OwoceTorebka zawierająca wiele nasion pokrytych włoskami długości 10–60 mm.

## Zastosowanie
Z włosków okrywających nasiona tej rośliny otrzymuje się tzw. włókno techniczne, które używane jest m.in. do wyrobu różnych tkanin bawełnianych, jak też używane jako domieszka do innych tkanin. Z nasion uzyskuje się także olej, który następnie jest używany do wyrobu margaryny. Odpady służą jako cenna karma dla zwierząt.
Bawełna kosmata jest wykorzystywana przy wyrobie różnego rodzaju sznurów i taśm. Poprzez nitryfikację włókien bawełny za pomocą kwasu azotowego z kwasem siarkowym otrzymuje się tzw. bawełnę strzelniczą. Służy ona do wyrobu prochu bezdymnego.